# Штефан Банич
Штефан Банич (23 листопада 1870 , Смолениці  — 2 січня 1941 , Смолениці, округ Трнава )(словац. Štefan Banič) — словацький конструктор та винахідник. Відомий створенням першого військового парашута.
Народився 23 листопада 1870 року в сім'ї селянина в селі Нештіх (сьогодні частина села Смолениці) в Австро-Угорщині, на території сьогоднішньої Словаччини. Деякий час працював каменярем, потім в пошуках кращої долі поїхав в США, де влаштувався на роботу шахтарем на вугільну шахту в Пенсільванії. Цікавився авіатехнікою.
В 1913 році створив прототип парашута і 3 червня 1913 року в Вашингтоні стрибнув з 41-поверхової будівлі, щоби продемонструвати свій винахід представникам Патентного бюро США та командуванню американських збройних сил. Наступного року здійснив стрибок з парашутом з літака. 25 серпня 1914 року отримав патент, який згодом передав армії США.
Парашут Банича являв собою свого роду парасолю з телескопічними спицями, що були прикріплені до тулуби. Це був перший широко використовуваний тип парашута, він використовувався в американських ВПС під час Першої світової війни.
Після війни Банич повернувся до Словаччини, де жив досить відлюдькувато, займаючись кам'яними роботами. Став одним з першовідкривачів печери Дріни в Малих Карпатах.

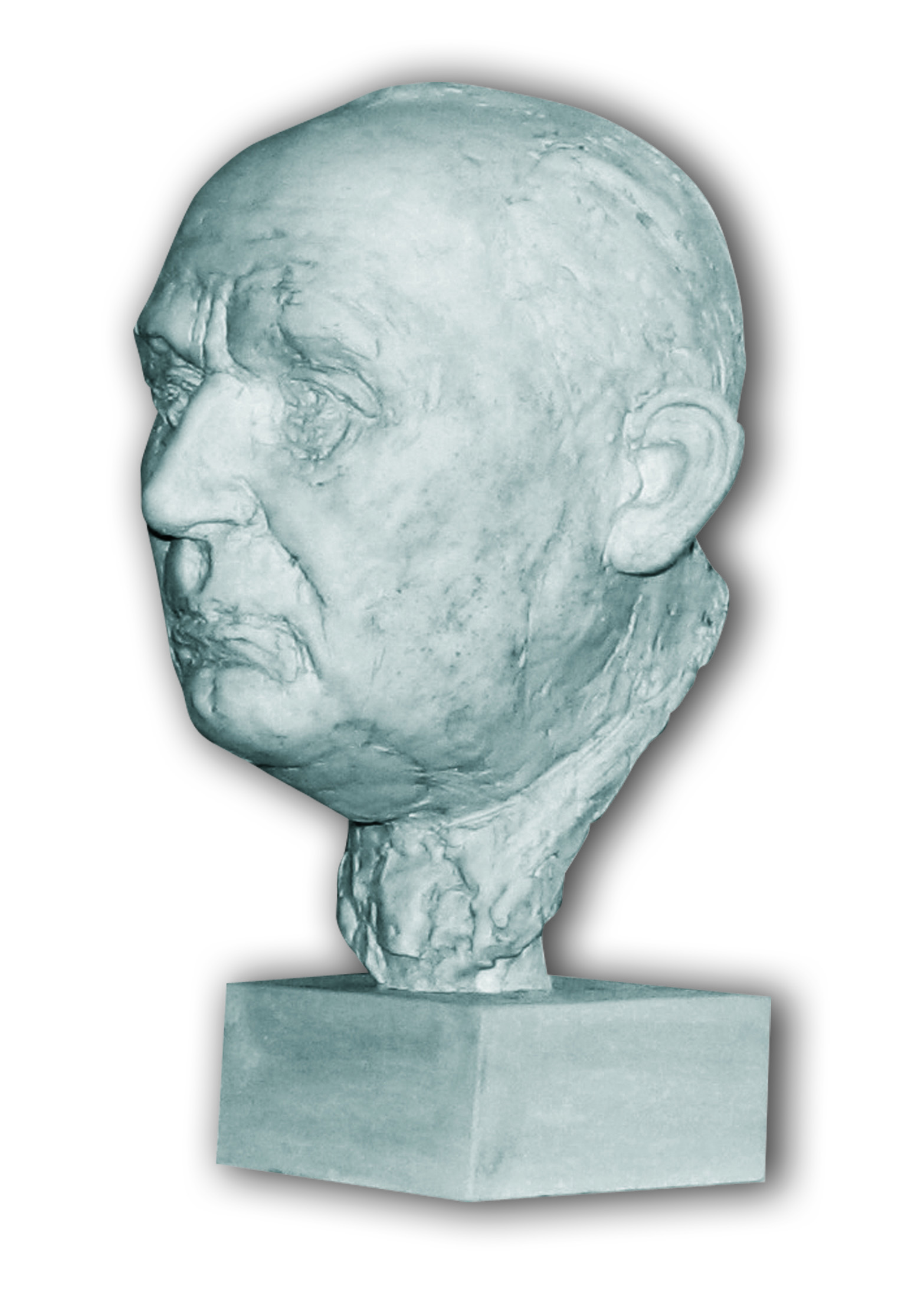
Бюст Штефана Банича. Скульптор Петер Валах

Помер 2 січня 1941 року в Нештіху. На могильній плиті зображений парашут.